# Vorwerk Wedding

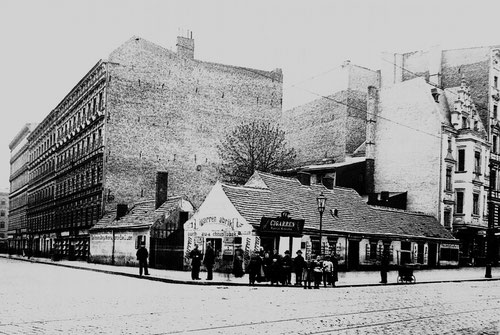
Vorwerk Wedding, um 1890

Das Vorwerk Wedding war ein landwirtschaftliches Gut (Vorwerk), das von der Mitte des 17. bis in die Mitte des 19. Jahrhunderts existierte. Das Vorwerk bildete den ersten Siedlungskern des späteren Berliner Bezirks Wedding und damit der heutigen Ortsteile Wedding und Gesundbrunnen.

## Lage
Das Vorwerk lag an einer Kreuzung der Straßen nach Norden. Auf dem heutigen Straßenplan wäre dies knapp nördlich des Nettelbeckplatzes zwischen Reinickendorfer, Weddingstraße und Pankstraße und damit, anders als der Name vermuten lässt, im Ortsteil Gesundbrunnen und nicht im Wedding.

## Entstehung
Der erste Vorläufer des Vorwerks entstand 1601, als der kurfürstliche Oberkämmerer und Geheimrat Graf Schlick von Passau und Weisskirchen 50 Ackerstücke und Wiesen nördlich von Berlin erwarb und dort eine intensive Viehwirtschaft sowie eine Schäferei betrieb. Zeitgenössischen Berichten zufolge gab es im Wedding die größten Schafe.
Kurz darauf übernahm Kurfürst Joachim Friedrich das Gut und wandelte es in ein Vorwerk um. Joachim Friedrich vergrößerte die Ländereien des Vorwerks 1635 und 1648. Im Jahr 1648 kam es dann als Kron- und Staatsbesitz unter die Verwaltung des Amtes Mühlenhof, das die kurfürstlichen Besitzungen im Raum Berlin verwaltete.

## Erbpacht und Kauf durch Berlin
1722 gab Friedrich Wilhelm I., mittlerweile König in Preußen und Markgraf von Brandenburg, die direkte Bewirtschaftung des Gutes auf. Das Gelände wurde unter Erbpacht gestellt und ackerweise an Berliner Bürger verpachtet. Im Jahr 1817 schließlich erwarb die Stadt Berlin das Vorwerk. Da Berlin auch große Wald-, Heide- und Moorflächen in der Gegend gehörten, war ein Großteil der Ländereien im Wedding direkt im Besitz Berlins. Die Stadt nutzte die sich ändernden Rahmenbedingungen durch die Steinschen Reformen,  indem sie die Entwicklung förderte und Geld einnahm. Sie parzellierte das Land und verkaufte die einzelnen Parzellen vor allem an Handwerker, Gärtner und kleine Kaufleute. Bereits 1827 waren alle Grundstücke verkauft. Das Vorwerk Wedding existierte nicht mehr.